# Верхівцівська міська територіальна громада
Верхівцівська міська територіальна громада — територіальна громада в Україні, в Кам'янському районі Дніпропетровської області, з адміністративним центром в місті Верхівцеве.

## Загальна інформація
Площа території — 153,3 км², кількість населення громади — 12 503 особи (2020 р.).

## Населені пункти
До складу громади увійшли м. Верхівцеве, села Адалимівка, Гранове, Дубове, Калинівка, Малоолександрівка, Саксагань, Петрівка, Полівське, Широке та селище Соколівка.

## Історія
Утворена у 2020 році, відповідно до розпорядження Кабінету Міністрів України № 709-р від 12 червня 2020 року «Про визначення адміністративних центрів та затвердження територій територіальних громад Дніпропетровської області», шляхом об'єднання територій та населених пунктів Верхівцівської міської та Малоолександрівської сільської рад Верхньодніпровського району Дніпропетровської області.